# Linkozamidi
Linkozamidi so skupina antibiotikov, ki vključuje linkomicin, klindamicin in pirlimicin.

## Struktura
Linkozamidi so sestavljeni iz enega pirolidinskega obroča, vezanega na piranozno skupino (metiltio-linkozamid) preko amidne vezi. Hidroliza linkozamidov, posebej linkomicina, cepi molekulo na osnovno enoto sladkorja in prolina. Oba derivata se lahko znova združita v izvorno zdravilno učinkovino ali njen derivat. 

## Mehanizem delovanja
Protibakterijsko delovanje linkozamidnih antibiotikov temelji na zaviranju sinteze bakterijskih beljakovin. Vežejo se na vezavno mesto na ribosomski podenoti 50S.